# Jervis-Bay-Nationalpark
Der Jervis-Bay-Nationalpark (NSW) ist ein Nationalpark im Süden von New South Wales, Australien im Gebiet der Jervis Bay. Er liegt bei der Kleinstadt Huskisson etwa 20 Kilometer südöstlich von Nowra und grenzt zum Teil an das Jervis Bay Territory, den sich dort befindenden Booderee-Nationalpark sowie den Jervis-Bay-Marinepark. Er umfasst mehrere, nicht zusammenhängende Areale auf der Nord- und Westseite der Bucht.
Der Park wurde 1995 angelegt und umfasst 48,54 Quadratkilometer. Der angrenzende Booderee-Nationalpark trug bis 1996 den Namen Jervis Bay National Park.
Der Park wird vom New South Wales Department of Environment and Climate Change verwaltet.
Die Einrichtungen umfassen in verschiedenen Teilen des Parks Wanderwege sowie Picknickplätze. Die Küste des Parks eignet sich für Wassersport und Walbeobachtung.